# Priit Pärn
Priit Pärn (geboren 26 augustus 1946) is een Estische animatiefilmregisseur, cartoonist en illustrator. Zijn films hebben internationale bekendheid verworven op verscheidene filmfestivals. Pärn wordt gezien als een van de belangrijkste figuren in de hedendaagse animatiekunst.
Priit Pärn is opgeleid tot bioloog. Zijn carrière als filmmaker begon in 1974 toen Rein Raamat hem vroeg de personages voor de tekenfilm "Kilplased" te ontwerpen. In 1976 trad hij in dienst bij de studio Joonisfilm van Tallinnfilm, waar hij al in 1977 zijn eerste film "Kas maakera on ümmargune?" maakte.
Karakteristiek aan de stijl van Priit Pärn is het spel van ruimte en figuren en de bijzondere verhaallijnen. Zijn films gaan over maatschappij, geschiedenis, cultuur maar ook over zijn eigen leven op Pärns typische humoristische wijze. Pärns humor is ingewikkeld, gelaagd en op het absurde af.
Sinds 1994 onderwijst Pärn animatiekunst aan de kunstacadamie van Turku in Finland. Sinds 2006 geeft hij ook les aan de Estische Kunstacademie.
In 2001 ontving Priit Pärn de Rahvusvahelise Animafilmiühenduse (ASIFA) prijs voor zijn zijn levenswerk, de grootste onderscheiding voor een animator. Het was niet de enige prijs voor zijn gehele oeuvre. Ook ontving hij in 2004 in Noorwegen de prijs „Il tempo Gigante“ en kreeg hij 2002 de Kristjan Raud kunstprijs.
In juni 2009 behaalde de film Elu ilma Gabriella Ferrita van Priit en Olga Pärn de juryprijs op het animatiefilmfestival in Zagreb. Ook werd de film vertoond op het animatiefilmfestival in Annecy.
In 2011 kwamen de films Eine murul (11e plek) en Hotell E. (36e plek) op de lijst van meest opmerkelijk filmen van 50 jaar animatiefilmgeschiedenis. Deze lijst was samengesteld ter ere van het 50e jubileum van de ASIFA.  

## Films
- "Kas maakera on ümmargune?" (is de aarde rond?) (1977)
- "... ja teeb trikke" (1978)
  - Tweede prijs voor beste kinderfilm op het filmfestival in Varna, Bulgarije 1978
- "Harjutusi iseseisvaks eluks" (Oefeningen voor een zelfstandig leven) (1980)
  - 2e Prijs op het 15e Sovjet-Unie filmfestival 1981
- "Kolmnurk" (Driehoek) (1982)
- "Aeg maha" (Time Out) (1984)
  - Hoofdprijs op het 9e Varna filmfestival 1985
  - Eerste prijs op het "Cinanima"-festival in Espinho, Portugal 1985
  - Beste animatiefilm op het Kortfilmfestival in Bilbao, Spanje 1985
- "Eine murul" (1987)
  - Hoofdprijs op het internationale Kortfilmfestival in Tampere, Finland 1988
  - Hoofdprijs op het Animatiefilmfestival in Zagreb, Kroatië 1988
  - Derde Publieksprijs op het kortfilmfestival in Bonn, Duitslandl 1988
  - Eerste prijs in de C-categorie op het 1e animatiefilmfestival in Sjanghai, China 1988
  - Hoofdprijs op het internationale animatiefilmfestival "Cinanima" in Espinho.
  - Eerste prijs op het 21e Sovjet-Unie filmfestival 1988
  - Beste animatiefilm op het filmfestival van Melbourne, Australië 1988
  - Derde prijs op het Odense filmfestival in Denemarken 1989
  - "Nika"-prijs van de Sovjet-Unie filmindustrie 1989
- "Kustuta valgus" (doof het licht, reclamespotje) 1988
  - De "Bronzen leeuw" op het reclamefilmfestival in Cannes, Frankrijk 1988
- "Hotel E" (1992)
  - Baden-Württemberg prijs op het animatiefilmfestival in Stuttgart, Duitsland
- "1895" (1995; met Janno Põldma)
  - 3e prijs van de jongerenjury op het 11e internationaal filmfestival in Odense 1995
  - ASIFA prijs van Rusland op het filmfestivel "Krok 95" in Kiev 1995
  - Prijs van de Russische critici op "Krok 95"
  - Cinanima 1995: Juryprijs in de C-categorie
  - FIPRESCI (Estische filmcritici) prijs voor beste film van het jaar 1995
  - "Johannes Pääsukene" Cultuurkapitaal-jaarprijs, 1995
  - Cultuurprijs van de republiek Estland, 1995
  - Juryprijs op het Balticum Film & TV festival in Bornholm, Denemarken 1996
  - Grand prix op het Oslo animatiefilmfestival, Noorwegen 1996
  - Grand prix op het 12e Internationale animatiefilmfestival in Zagreb, Kroatië
  - Prijs van de Kroatische filmcritici Horvaatia op het 12e Internationale animatiefilmfestival in Zagreb.
  - "Magic Chrystal" prijs op het 6e Internationale Arsenals filmfestival, Letland 1996
  - Prijs voor beste Kunstuiting op het animatiefilmfestival in Ottawa, Canada 1996
  - Grand prix op de Pärnu Filmdagen 1997
  - Prijs voor uitstekende film op het animatiefilmfestival van Soul, Zuid-Korea 1997
- "Absolut Pärn", reclamespotje (1996)
  - Auhind filmifestivalil "Krok 97" Kiievis, Ukraina 1997
  - Diplom Hollandi animafilmide festivalilt Utrechtis, Holland 1996
- "Porgandite öö" (Nacht van de wortels) (1998)
  - Grand prix op het Ottawa animatiefilmfestival, Canada 1998
  - Hoofdprijs van de Jury op het internationaal animatiefilmfestival in Oslo, Noorwegen 1999
  - 2e prijs "Zilveren Duif"  op het internationaal documentaire- en animatiefilmfestival in Leipzig, Duitsland
  - Eerste prijs op het World Animation Celebration, Los Angeles, VS 2000
- "Karl ja Marilyn"  (2003)
  - Eerste prijs in de internationale categorie op het internationaal animatiefilmfestival FAN, Engeland 2003
  - Juryprijs op het internationale animatiefilmfestival in Zagreb, Kroatië 2004
  - Obliqua prijs op het 7e internationale kortfilmfestival in Barcelona, Spanje 2004
  - Juryprijs op het 9e internationaal animatiefilmfestival I Castelli Animati, Italie 2004
  - Grand prix Golden Jabberwocky op het 12e internationaal filmfestival „Etiuda&Anima 2005”, Polen 2005
- "Frank ja Wendy" (2003–05; 7 tekensfilms × 9,5 minuten; met Priit Tender, Ülo Pikkov, Kaspar Jancis)
  - Jaarprijs van het Estische Cultuurkapitaal voor de beste film van het jaar, 2005
  - Beste film van de dag op de Estische filmdagen, 2005
  - Prijs voor de  beste tv-film en -serie op het internationaal animatiefilmfestival AniFest, Tsjechië 2005
- "Ma kuklas tunnen..." (2007; met Olga Martšenko / 2 min / 35 mm / stuk uit de tekenfilm "Must lagi" (zwart plafond))
- "Elu ilma Gabriella Ferrita"  (Het leven zonder Gabriella Ferri, 2008; met Olga Pärn / 45 min / 35 mm – Volgens Priit zijn beste werk ooit[1])
  - Grand prix op het 12e Nederlandse internationale animatiefilmfestival, Utrecht 2008
  - Grand prix en ANOBA nominatie voor de beste Baltische en Scandinavische animatiefilm op het animatiefilmfestival "Animated Dreams", Estland 2008
  - Scottish Leader op het animatiefilmfestival PÖFF 2008, Estland, 2008[2]
  - Puuhunt hoofdprijs op het "Animated Dreams" animatiefilmfestival[3]
  - Cultuurkapitaal onderscheiding van 50 000 EEK voor de beste animatiefilm 2008[4]
  - Juryprijs op het Zagreb animatiefilmfestival Animafest 2009[5]
  - ANOBA prijs, 2009
  - Grand prix  op het I Castelli Animati festival, Italie 2009
  - Hoofdprijs van de Jury op het animatiefilmfestival in Lissabon, Portugal 2011
- "Tuukrid vihmas" (2010; met Olga Pärn / 23 min / 35 mm)
  - Silver Jabberwocky prijs op het 16e Etiuda&Anima filmifestival, Polen 2009
  - Don Quixote – prijs van de internationale filmfederatie op het 16e  16. Etiuda&Anima filmfestivalil, Polen 2009
  - Grand prix op het internationale animatiefilmfestival Anima, België 2010
  - Grand prix op het Lissabon animatiefestival,  Portugal 2010
  - Prijs voor het beste sound design op het Lissabon animatiefilmfestival, Portugal 2010
  - Grand prix op het internationale filmfestival Animafest in Zagreb, Kroatië 2010
  - Hiroshima prijs op het internationale animatiefilmfestival in Hiroshima, Japan 2010
  - Prijs voor het beste verhaal op het internationaal animatiefilmfestival Fantoche, Zwitserland 2010
  - Beste Sound design op het internationale animatiefilmfestival Fantoche, Zwitserland 2010
  - "Zilveren Wolf"-prijs voor beste kortfilm op het  "Festival du nouveau cinéma", Canada 2010
  - Grand prix op het internationale Tofuz animatiefilmfestival in ,Georgië 2010
  - Prijs voor beste Baltische en Scandinavische kortfilm op het filmfestival van Fredrikstad, Noorwegen 2010
  - Beste film van gemiddelde lengte op het internationale filmfestival Cinanima, Portugal 2010
  - Prijs voor beste verhaal op het animatiefilmfestival Animated Dreams, Estland 2010
  - Grand prix op het internationale animatiefilmfestival AniFest, Tsjechië 2011
  - Prijs voor beste kortfilm op het animatiefilmfestival Anifilm, Tsjechië 2011
  - Grand prix op het internationaal animatiefilmfestival Animanima, Servië 2011
  - Grand prix op het internationaal animatiefilmfestival KROK, Oekraïne 2011
- "Lendurid koduteel" (Piloten op weg naar huis, 2014; koos Olga Pärnaga / 16 min)

## Illustraties
- Voor Aleksandr Muranov. "Maakera loodusjõudude kütkes". Tallinn: Valgus, 1985,

- Bibsys: 90354703
- Bibliothèque nationale de France: cb12207454h (data)
- Gemeinsame Normdatei: 1011808269
- International Standard Name Identifier: 0000 0001 1947 1089
- Library of Congress Control Number: nr2001034457
- Nationale Bibliotheek van Letland: 000016554
- MusicBrainz: 79eb0ee0-184a-43e2-a64b-babeff57a0e8
- Nationale Bibliotheek van Tsjechië: jo2009330593
- Nationale Bibliotheek van Israël: 987007374461105171
- Nederlandse Thesaurus van Auteursnamen: 119322633
- Système universitaire de documentation: 030714095
- Virtual International Authority File: 17151658
- WorldCat: E39PBJhGV9Y9vFcBYJBk4Rjpyd